# Gimnazjum Białoruskie w Klecku
Gimnazjum Białoruskie w Klecku (biał. Клецкая беларуская гімназія) – pełna nazwa Prywatne Gimnazjum Białoruskie A.Jakimowicza w Klecku – białoruska szkoła średnia istniejąca w II Rzeczypospolitej w latach 1924–1931.

## Historia

### Początki działalności
Wiosną 1924 roku kolektyw Gimnazjum Białoruskiego w Nieświeżu zaczął poszukiwanie pomieszczeń dla szkoły. Po bezskutecznych próbach w Nieświeżu i Grodnie postanowiono przenieść gimnazjum do Klecka, miasteczka znajdującego się w odległości 20 kilometrów od Nieświeża, gdzie znaleziono odpowiednie pomieszczenia. Opracowania ogólnego kierunku działalności gimnazjum i uzyskania stosownych pozwoleń i koncesji na prowadzenie białoruskiego gimnazjum wziął na siebie mieszkaniec Klecka Antoni Jakimowicz. Dyrektorem gimnazjum przez dłuższy okres był Ryhor (Grzegorz) Jakubionek.
W lipcu 1924 r. podpisano umowę pomiędzy właścicielem gimnazjum J. Sznarkiewiczem i Żydem Rejzinem na wynajem pomieszczeń, w którym wcześniej mieściła się prywatna polska szkoła, która została zlikwidowana. Wydawało się, że główna przeszkoda – brak pomieszczenia została załatwiona. Jednakże kiedy zaczęto przewozić inwentarz szkoły z Nieświeża do Kleck, to niespodziewanie doszło do konfliktu o pomieszczenie z żydowską kulturalno-oświatową organizacją "Tarbut" pod przywództwem Cirkowicza.
24 października 1924 r. A.Jakimowicz otrzymał koncesję na prowadzenie 6-klasowego gimnazjum koedukacyjnego z wykładowym językiem białoruskim. Nauka miała być prowadzona według programu państwowego gimnazjum o profilu matematyczno-przyrodniczym. Właściciel szkoły wprowadził do programu przedmioty nadobowiązkowe: język rosyjski w klasach II-VI oraz łacinę w klasie VI.  Wydany w 1926 Spis nauczycieli podaje następujące związane ze szkołą nazwiska pracowników: Grzegorz Jakubionek (język białoruski, matematyka), ks. Grzegorz Łukaszewicz (religia), Maria Gałkowska (praca ręczna), Eudoksja Engelowa (język niemiecki), Julia Muszkatowa (język polski), Nadzieja Szembergowa (historia, geografia). Szkolnym lekarzem był Marian Muszkat.
Początkowo gimnazjum znajdowało się w domu Popowicza na końcu ul. Nieświeskiej. Utworzono pięć klas, ponieważ część uczniów specjalnie dojeżdżała z Nieświeża do Kleck, żeby kontynuować wykształcenie. W 1926 r. dyrektor wynajął nowe pomieszczenie na ulicy Tatarskiej nr 4.

### Rozwój szkoły
W latach 1927–28 r. powstał internat gimnazjalny, który znajdował się na ul. Nieświeskiej w domu gospodarza Sidorowicza. Mieszkało tam 20 uczniów. Pozostali mieszkali w prywatnych mieszkaniach.
Rozkwit gimnazjum przypada na rok szkolny 1928–29. W tym roku szkołę opuścił pierwszy rocznik. Ósmą klasę pomyślnie skończono 16 uczniów. W tym roku liczba uczących się uczniów w gimnazjum przekroczyła 180.
W roku szkolnym 1929-1930 z powodu dużej liczby uczniów kończących szóstą klasę, przekształcono gimnazjum w pełne 8-klasowe z klasą wstępną. W 1930 r. utworzono osobny internat gimnazjalny dla dziewcząt.
Pod koniec swego istnienia było jedną z czterech białoruskojęzycznych szkół średnich obok placówek Wilnie, Nowogródku i Radoszkowiczach). Przy gimnazjum istniało kółko miłośników literatury, chór i orkiestra.
Łącznie szkołę opuściły 3 roczniki. Ukończyło ją 46 uczniów.
Prywatne Białoruskie Gimnazjum w Klecku przez cały okres swojej działalności funkcjonowało w atmosferze tymczasowości, koncesje na jego prowadzenie były odnawiane co roku tylko na kolejny rok. W trakcie roku szkolnego 1929-1930 Kuratorium Okręgu Szkolnego Poleskiego w Brześciu zawiadomiło właściciela szkoły, o tym że nie przedłuży koncesji na jej prowadzenie w roku szkolnym 1930-1931 z powodu: braku wymaganych kwalifikacji kadry nauczycielskiej i kierownika, nie posiadania właściwych podręczników szkolnych, stosowanie dowolności w programach nauczania i nie wykonywania poleceń władz administracyjnych, nie prowadzenia należytej pracy wychowawczej, niskiego poziomu nauki, nieodpowiednich warunków lokalowych i brak pomocy naukowych. Funkcjonowanie gimnazjum przedłużono do czerwca 1930 r. W roku szkolnym 1930/1931 uczyło się tu ok. 160 uczniów.

### Przenikanie idei politycznych do szkoły
Pod koniec lat 20 XX wieku, do gimnazjum stopniowo przenikały idee polityczne, które początkowo miały charakter białoruskiego ruchu narodowego. W 1928 roku powstała podziemna organizacji Komsomoł, gimnazjaliści utrzymywali kontakty z białoruskim chłopsko-robotniczym klubem „Walka”.
W 1929 roku do gimnazjum przyjęto grupę uczniów, których wydalono za działalność rewolucyjną z gimnazjów w Wilnie, Nowogródku i Radoszkowicach. Na terenie ówczesnego powiatu kleckiego w 19 wsiach uczniowie gimnazjum stworzyli komórki komunistyczne, do których należało 88 komsomolców.
W sierpniu 1931 polski kontrwywiad wykrył nielegalną działalność uczniów gimnazjum i dokonał aresztowań. Gimnazjum zostało zlikwidowane w 1931 r. na mocy decyzji kuratora wileńskiego Kazimierza Szelągowskiego, który nie przedłużył koncesji na jego funkcjonowanie w latach 1931-32 za szerzenie ideologii komunistycznej wrogiej Polsce na wniosek kontrwywiadu KOP. 
Dyrekcja gimnazjum białoruskiego w Klecku wobec nieudzielenia koncesji przez Kuratorium Okręgu Szkolnego w Wilnie, przystąpiła do ostatecznej likwidacji tego zakładu naukowego w Klecku. Akta gimnazjum przekazano do Kuratorium, zaś personel nauczycielski opuścił Kleck i udał się w poszukiwaniu posad do Nowogródka i Wilna.
Pod koniec 1932 roku odbyły się procesy sądowe, w których ponad 20 gimnazjalistów zostało skazanych na różnej wysokości kary pozbawienia wolności.

## Absolwenci
- Anatol Iwers – poeta,
- Mikołaj Minkiewicz – minister oświaty BSSR,
- Borys Oreń – doktor nauk geologiczno – palentologicznych,
- Aleksander Szydłowski – kompozytor,
- Michaś Wituszka – działacz polityczny i wojskowy.
- Aleksander Żytkiewicz – malarz,